# Chien d'arrêt portugais
Le chien d'arrêt portugais (ou Perdigueiro Portugais) est une race de chiens originaire du Portugal.

## Historique
Le Perdigueiro Portugais issu de l'ancien chien d'arrêt autochtone ibérique, connu au Portugal, avec les mêmes morphologie et fonction, jusqu'à aujourd'hui et au moins depuis le Xe siècle. La même tête carrée avec les axes convergents et le stop marqué, mêmes oreilles, même corps, parfois la queue amputée, surtout depuis le XVIIe siècle, avec toujours les mêmes scènes de chasse, presque toujours représenté à l'arrêt, parfois tendu au bout d'une longe, et tout cela depuis 1 000 ans...
Utilisé pour la chasse à la plume, avec filet, et aussi pour marquer et rapporter le gibier blessé, il était tout d'abord élevé dans les chenils royaux ou ceux de la noblesse. On peut en retrouver l'image un peu partout , dans les plaques en pierre (Tomar, Xe siècle), les bibles portugaises (Coimbra et Porto), les carreaux vernissés(Estremoz et Lisbonne), ainsi que dans des peintures.
Au XVIe siècle son utilisation se répand parmi les classes populaires, et ses excellentes qualités de chasseur se développent au détriment des intérêts de la classe seigneuriale, au point que le Règlement des Réserves de Chasse de Lisbonne punit sévèrement ceux qui possèdent ces chiens.
Au XVIIIe siècle, la colonie anglaise qui fait commerce de vin de Porto, découvre ce chien au nord du pays et expédie de nombreux perdigueiros en Angleterre, qui sont à la base du Pointer(Cynographia Britannica, 1800). On peut en effet trouver dans l'histoire des chiens d'arrêt seulement deux races avec convergence des axes du crâne et du chanfrein et une tête semblable, chez le Perdigueiro Portugais (race la plus ancienne) et chez le Pointer, race décrite seulement depuis le XVIIIe siècle.
Dans les dernières années du XIXe siècle, période difficile de la vie sociale au Portugal, où un libéralisme triomphant introduit des idées et des goûts différents importés de l'extérieur, on assiste au déclin de la race.
Toutefois, au début du XXe siècle, certains éleveurs s'efforcèrent de récupérer le Perdigueiro Portugais, à partir des sujets considérés comme typiques dans le nord du pays, dont le livre d'origine existe depuis 1932, et dont le premier standard fut rédigé en 1931 et accepté en 1938.

## Standards

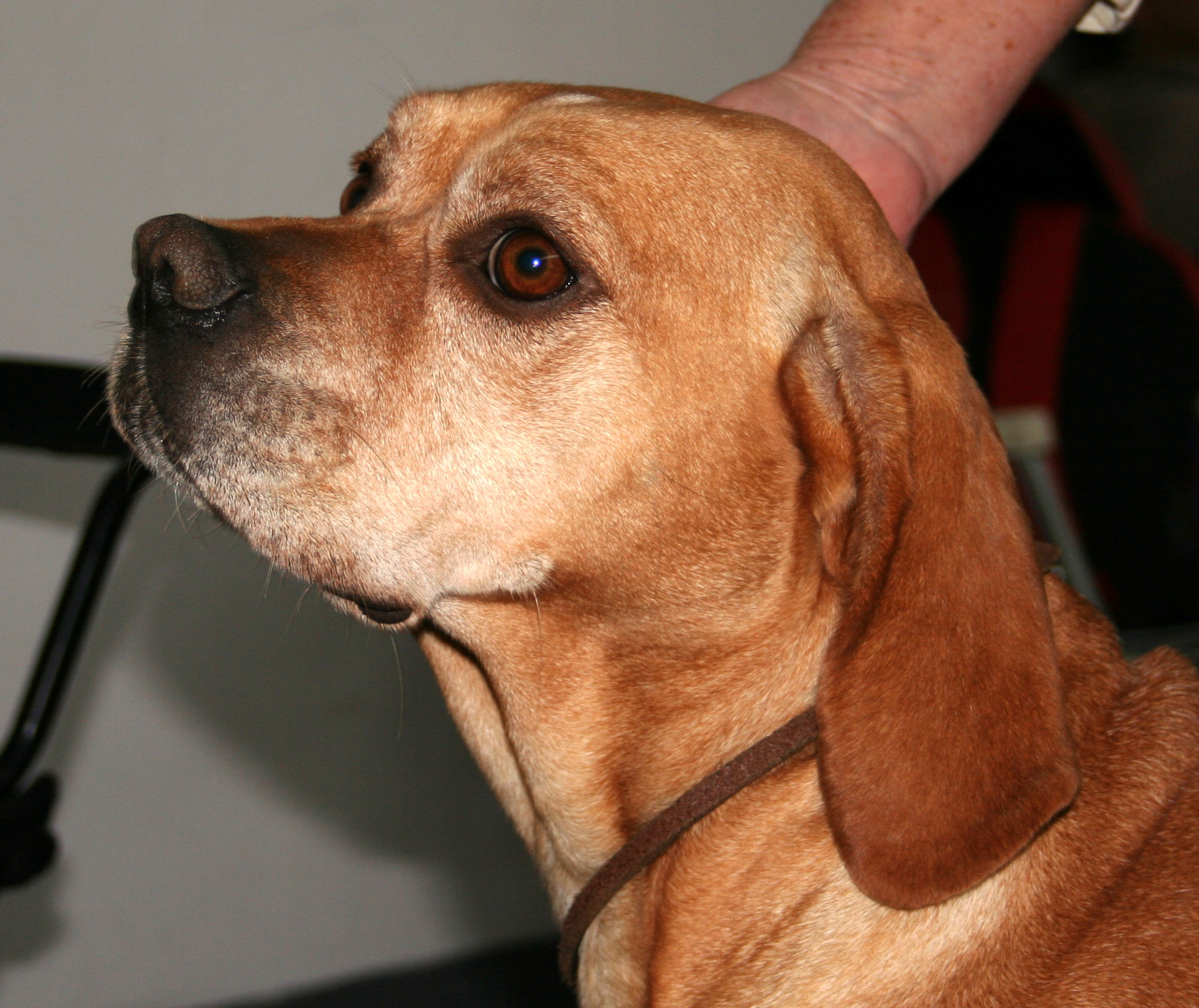
Portrait d'un chien d'arrêt portugais.

Le chien d'arrêt portugais est un braque médioligne, d'aspect harmonieux et bien constitué. La queue est général amputée d’un tiers lorsque la caudectomie est autorisée par la législation. Entière, elle ne dépasse pas le jarret. La tête est revêtue d’une peau flasque et fine sans ride. Les axes cranio-faciaux longitudinaux supérieurs sont convergents. Les oreilles de longueur moyenne sont minces, souples et revêtues d’un poil fin et serré. De couleur marron plus foncée que celle de la robe, les yeux sont de forme ovale presque ronde.
Le poil est court, fort, bien couché et dense, sans sous-poil. Il est plus ras et doux sur la tête et surtout sur les oreilles. Aux aisselles, aux plis de l’aine, sur les régions anales et génitale, le poil est plus clairsemé et doux. Les couleurs de la robe sont le jaune et marron, unicolore ou marqué de blanc.

## Caractère
Le chien d'arrêt portugais est décrit dans le standard FCI comme doux et affectueux, rustique et capable d’une grande endurance et d’un grand dévouement. Il est calme et sociable, mais peut se montrer distant avec les autres chiens.

## Utilité
Le chien d'arrêt portugais est un chien de chasse. Très ardent à la chasse, il reste en contact étroit avec son maître. Lors du travail, sa queue effectue des mouvements latéraux dynamiques qui sont synchronisés avec la locomotion.
Il peut faire un bon chien de compagnie, mais a besoin d'un maître dynamique qui lui offrira de nombreuses activités.